# Paraepepeotes websteri
Paraepepeotes websteri är en skalbaggsart som först beskrevs av Jordan 1898.  Paraepepeotes websteri ingår i släktet Paraepepeotes och familjen långhorningar. Inga underarter finns listade i Catalogue of Life.